# Pycnophyllum leptothamnum
Pycnophyllum leptothamnum är en nejlikväxtart som beskrevs av Johannes Mattfeld. Pycnophyllum leptothamnum ingår i släktet Pycnophyllum och familjen nejlikväxter. Inga underarter finns listade i Catalogue of Life.